# NGC 1632
NGC 1632 je galaksija u zviježđu Eridanu.

## Vanjske poveznice
- SEDS: NGC 1632